# عاریه، جزین
عاریه (به عربی: عاريه) یک منطقهٔ مسکونی در لبنان است که در شهرستان جزین واقع شده‌است.